# Syngenes debilis
Syngenes debilis är en insektsart som först beskrevs av Gerstaecker 1888.  Syngenes debilis ingår i släktet Syngenes och familjen myrlejonsländor. Inga underarter finns listade i Catalogue of Life.